# Лёгкая промышленность Украины
Лёгкая промышленность Украины — отрасль экономики Украины, совокупность отраслей, специализирующихся на производстве товаров народного потребления (ткани, обувь, трикотаж, одежда, галантерея).

## О промышленности
В лёгкой промышленности работают преимущественно женщины.
Во второе воскресенье июня на Украине отмечается День работников легкой промышленности.

### Статистика
С 1990 год с 2000 год производственные обороты лёгкой промышленности Украины сократились на 68 %. В период 1990—2006 гг. доля лёгкой промышленности в общем объёме промышленного производства сократилась с 10,8 % до 1,2 %. По данным на 2006 год экспорт текстиля и изделий из текстиля составил 915,3 млн. дол. США (2,4 % от общего объёма), импорт — 1 365,5 (3 % от общего объёма). Лидеры про производству товаров лёгкой промышленности на душу населения на 2001 год — Житомирская, Закарпатская, Ивано-Франковская, Сумская и Черниговская области, где производство составило более 60 грн./чел.; а в Донецкой, Кировоградской, Одесской, Ровненской, Хмельницкой области производство составило менее 15 грн./чел.
Производство товаров лёгкой промышленности (на 2006 г.):
- ткани льняные — 43 млн м²;
- ткани хлопковые — 2 млн м²;
- ткани шерстяные — 9 млн м²;
- трикотажные изделия — 31 млн штук;
- колготочно-носковые изделия — 54 млн пар;
- ковры и ковровые изделия — 6.2 млн м².

За 2008 год предприятия, выпускающие одежду, сократили производство на 7,9 %. Основная причина сокращения объёмов легпрома — неравные условия для украинских участников рынка и импортеров. Объёмы производства на предприятиях легкой промышленности в 2008 году сократились на 3,4 %, в основном производство одежды; небольшой рост наблюдала только обувная промышленность. По данным Государственного комитета статистики, на 22-41 % снизилось производство пиджаков, юбок, штанов и плащей, на 9 % снизилось производство мужских костюмов. Импорт одежды в январе-ноябре 2008 года, наоборот, вырос более чем на 110 % по сравнению с 2007 годом. Импорт из развитых стран на Украину минимален: например из Франции, по официальным данным, за 11 месяцев 2008 привезено около 668 трикотажных женских кофт и футболок, из Дании — 148 единиц (всего в страну ввезено 1 млн 643 тысячи 336 таких изделий). Основная масса продукции приходит из стран Азии.

## Отрасли
- Текстильная — 1-е место по производству;
- Швейная — 2-е место по производству;
- Обувная — 3-е место по производству;
- Кожевенная — 4-е место по производству;
- Меховая — 5-е место по производству.

## География
Крупнейшие центры отраслей (в зависимости от численности занятых):
- Текстильная — почти все областные центры;
  - хлопковая — Херсон, Тернополь, Донецк, Никополь, Нововолынск;
  - льняная — Ровно и Житомир;
  - шерстяная — Чернигов, Сумы, Глухов, Богуслав, Лубны;
  - шёлковая — Черкассы, Луцк, Киев, Лисичанск;
  - трикотажная — Харьков, Львов, Черновцы, Луганск, Николаев.
- Швейная — Киев, Днепр, Винница, Львов, Харьков.
- Кожевенная — Бердичев, Львов, Киев, Васильков, Вознесенск.
- Меховая — Харьков, Балта, Жмеринка, Красноград, Тысменица.
- Обувная — Киев, Харьков, Львов, Днепр, Луганск, Житомир, Кривой Рог.